# 전일본학생바둑연맹
전일본학생바둑연맹 (全日本学生囲碁連盟, All Japan Student Go Federation)은 대학 바둑 선수권 대회를 개최하는 일본의 학생 바둑 단체이다. 각 지역(간토 지방, 간사이, 규슈, 도호쿠 지방 등)에 지점이 있다. 비슷한 단체로는 미국에 있는 미국대학바둑협회(American Collegiate Go Association)가 있다.

## 다른 단체와의 차이점
일본에서는 대부분의 바둑 토너먼트가 일본기원 또는 간사이 기원에서 운영된다. 전일본학생바둑연맹과 그 지부는 대학 기반 토너먼트에 중점을 두고 있다. 이들은 직접적인 통제를 받지는 않지만 그들과 긴밀한 관계를 맺고 있다.